# Montasser Lahtimi
Montasser Lahtimi (Rabat, 1º aprile 2001) è un calciatore marocchino, centrocampista del Kazma.

## Carriera

### Club
Cresciuto nel settore giovanile del FUS Rabat, debutta in prima squadra il 19 dicembre 2019 in occasione dell'incontro di Botola 1 Pro pareggiato 1-1 contro il Olympique Safi.
Nella stagione 2022-2023 ha giocato nella prima divisione turca con il Trabzonspor.

### Nazionale
Ha giocato nella nazionale marocchina Under-20.

## Statistiche
Statistiche aggiornate al 1º gennaio 2022.

### Presenze e reti nei club
| Stagione        | Squadra         | Campionato      | Campionato | Campionato | Coppe nazionali | Coppe nazionali | Coppe nazionali | Coppe continentali | Coppe continentali | Coppe continentali | Altre coppe | Altre coppe | Altre coppe | Totale | Totale | Totale |
| Stagione        | Squadra         | Comp            | Pres       | Reti       | Comp            | Pres            | Reti            | Comp               | Pres               | Reti               | Comp        | Pres        | Reti        | Pres   | Reti   |        |
| --------------- | --------------- | --------------- | ---------- | ---------- | --------------- | --------------- | --------------- | ------------------ | ------------------ | ------------------ | ----------- | ----------- | ----------- | ------ | ------ | ------ |
| 2019-2020       | FUS Rabat       | B1              | 3          | 0          | CM              | 0               | 0               |                    | -                  | -                  |             | -           | -           | 3      | 0      |        |
| 2020-2021       | FUS Rabat       | B1              | 21         | 1          | CM              | 1               | 0               |                    | -                  | -                  |             | -           | -           | 22     | 1      |        |
| 2021-2022       | FUS Rabat       | B1              | 9          | 2          | CM              | 0               | 0               |                    | -                  | -                  |             | -           | -           | 9      | 2      |        |
| Totale carriera | Totale carriera | Totale carriera | 33         | 3          |                 | 0               | 0               |                    | -                  | -                  |             | -           | -           | 33     | 3      |        |

## Palmarès

### Club

#### Competizioni nazionali
- Supercoppa di Turchia: 1

Trabzonspor: 2022